# Jacek Greszta
Jacek Greszta (ur. 1966 w Szczebrzeszynie) – polski śpiewak operowy (bas) i pedagog.
Absolwent Akademii Muzycznej w Poznaniu (dyplom 1993, klasa M. Moździerza). Solista Opery Nova w Bydgoszczy (1992–1993 i od 2001) i Opery Śląskiej w Bytomiu (1993–2001). Od 2006 pedagog Akademii Muzycznej w Bydgoszczy, dziekan Wydziału Wokalno-Aktorskiego w kadencji 2020–2024. Uzyskał tytuł profesora sztuki w 2021.
Brał udział w nagraniu płyty Ignacy Jan Paderewski - Manru (DUX) nominowanej do Nagrody Muzycznej Fryderyk 2013 w kategorii Album Roku: Opera Operetka Balet.

## Partie operowe
- Don Basilio (Cyrulik sewilski, Rosssini)
- Gremin (Eugeniusz Oniegin, Czajkowski)
- Oros (Manru, Paderewski)
- Stolnik i Dziemba (Halka, Moniuszko)
- Zbigniew i Skołuba (Straszny dwór, Moniuszko)
- Zuniga (Carmen, Bizet)